# Controversia por el nombre de los transférmicos
La Controversia por el nombre de los transférmicos es el nombre que recibe la polémica sobre los elementos que están más allá del fermio en la tabla periódica. Diferentes equipos de investigación trabajaban al mismo tiempo en la búsqueda de los elementos más pesados desde los años 60 y se disputaron la primacía en su descubrimiento y por tanto el derecho de nombrarlos. La Unión Internacional de Química Pura y Aplicada intentó una mediación con una comisión específica pero las críticas continuaron durante décadas, hasta los nombres oficiales de 1997.  Las tensiones políticas derivadas de la guerra fría aumentaron la intensidad de la polémica entre los científicos de los diferentes países afectados.

## Elementos disputados
El primer elemento de la disputa fue el 102, propuesto como nobelio los suecos cuando anunciaron su descubrimiento en 1957. El Laboratorio Nacional Lawrence Berkeley, sin embargo, detectó errores en los experimentos y repitió hasta proclamar que se había aislado en 1958. El grupo ruso de investigación nuclear de Dubná invalidó a su vez las pruebas de Berkeley y replicó las pruebas hasta encontrarlo de manera independiente, por lo que propusieron el nombre de jolotium, en honor de la científica Irène Joliot-Curie. Aunque los equipos de jueces internacionales aceptaron la paternidad del elemento por los rusos, mantuvieron el nombre de nobelio, epónimo de Alfred Nobel.
Los americanos aseguraron el mismo año 1958 que habían encontrado el elemento 103, al que llamaron lawrencio, por Ernest Lawrence, quien también daba nombre a su laboratorio. Nuevamente los soviéticos evidenciaron errores en las propiedades descritas, que forzaron al equipo estadounidense a repetir sus trabajos, y propusieron como nombre alternativo el de Ernest Rutherford. Aunque en este caso se considera que el descubrimiento fue conjunto por las dudas que levantaban los datos de ambos grupos, se mantuvo el lawrencio por ser el término más usado.
Los investigadores de Dubná aislaron el elemento 104 con el nombre provisional de kurchatovio (por Ígor Kurchátov) pero en esta ocasión fueron los químicos de Berkeley quienes dudaron de las conclusiones aportadas. Después de intensas negociaciones, se propuso que llevara el nombre de Dubná para honrar a los rusos, pero la American Chemical Society se negó a usarlo, y forzó el de rutherfordio, que antes correspondía a la propuesta soviética de 103, solución que acabó prevaleciendo.
Berkeley y Dubná compitieron el año 70 por el descubrimiento del elemento 105, al que los primeros querían decir Hahni, por el químico alemán Otto Hahn, y los segundos nielsbohri, por el danés Niels Bohr. Finalmente el arbitraje, a pesar de reconocer el trabajo de los dos, se inclinó del lado ruso y por ello primero se optó por la abandonada propuesta de jolotium para acabar siendo el dubnio, que refleja el papel de los soviéticos en el campo de los transférmicos.
Desde ese momento, a pesar de que continuaron las guerras por ser los primeros en aislar los elementos a partir del 106, se detuvo parcialmente la polémica sobre los nombres y se esperó a la aceptación internacional antes de darles nombre.

## Tabla
La tabla a continuación presenta los elementos disputados y sus nombres propuestos. Los grupos son los diferentes institutos que proclamaron el descubrimiento del elemento. El símbolo asociado con un nombre está entre paréntesis. El nombre sistemático es el primero creado en 1978 por la Unión Internacional de Química Pura y Aplicada (IUPAC). Los nombres y símbolos utilizados son las recomendaciones IUPAC de 1994 y 1997 y los nombres retenidos de Guildford de 1995. Los nombres utilizados para ACS son los aprobados en noviembre de 1994 para sus publicaciones. La lista de GSI y JINR es la obtenida por compromiso entre los dos grupos en 1992.
| número atómico | Grupo - ACS American Chemical Society - GSI Helmholtzzentrum für Schwerionenforschung - INS Institut Nobel de physique de Stockholm: - Joint Institute for Nuclear Research: - LBNL Lawrence Berkeley National Laboratory - LLNL Lawrence Livermore National Laboratory - TWG Transfermium Working | Nombre propuesto | Epónimo                 | Denominación sistemática (1978) | Atribución del descubrimiento por TWG (1992) | Lista de GSI y de JINR (1992) | Nombre y símbolo retenido en 1994 | Nombre y símbolo utilizado por ACS(1994) | Nombre y símbolo retenido en 1995 | Nombre y símbolo retenido en 1997 |
| -------------- | --- | ---------------- | ----------------------- | ------------------------------- | -------------------------------------------- | ----------------------------- | --------------------------------- | ---------------------------------------- | --------------------------------- | --------------------------------- |
| 101            | LBNL | mendélévium      | Dmitri Mendeléiev       | unnilunium (Unu).               | LBNL                                         |                               | mendélévium (Md)                  |                                          | mendélévium (Md)                  | mendelevio (Md)                   |
| 102            | INS | nobélium         | Alfred Nobel            | unnilbium (Unb)                 | JINR                                         | joliotium (Jt)                | nobélium (No)                     |                                          | flérovium (Fl)                    | nobelio (No)                      |
| 102            | LBNL | nobélium         | Alfred Nobel            | unnilbium (Unb)                 | JINR                                         | joliotium (Jt)                | nobélium (No)                     |                                          | flérovium (Fl)                    | nobelio (No)                      |
| 102            | JINR | joliotium        | Irène Joliot-Curie      | unnilbium (Unb)                 | JINR                                         | joliotium (Jt)                | nobélium (No)                     |                                          | flérovium (Fl)                    | nobelio (No)                      |
| 103            | LBNL | lawrencium       | Ernest Orlando Lawrence | unniltrium (Unt)                | LBNL/JINR}                                   | lawrencium (Lr)               | lawrencium (Lr)                   |                                          | lawrencium (Lr)                   | lawrencio (Lr)                    |
| 103            | JINR | rutherfordium    | Ernest Rutherford       | unniltrium (Unt)                | LBNL/JINR}                                   | lawrencium (Lr)               | lawrencium (Lr)                   |                                          | lawrencium (Lr)                   | lawrencio (Lr)                    |
| 104            | JINR | kourchatovium    | Ígor Kurchátov          | unnilquadium (Unq)              | LBNL/JINR                                    | meitnérium (Mt)               | dubnium (Db)                      | rutherfordium (Rf)                       | dubnium (Db)                      | rutherfordio (Rf)                 |
| 104            | LBNL | rutherfordium    | Ernest Rutherford       | unnilquadium (Unq)              | LBNL/JINR                                    | meitnérium (Mt)               | dubnium (Db)                      | rutherfordium (Rf)                       | dubnium (Db)                      | rutherfordio (Rf)                 |
| 105            | LBNL | nielsbohrium     | Niels Bohr              | unnilpentium (Unp)              | LBNL/JINR                                    | kourchatovium (Ku)            | joliotium (Jl)                    | hahnium (Ha)                             | joliotium (Jl)                    | dubnio (Db)                       |
| 105            | JINR\| | hahnium          | Otto Hahn               | unnilpentium (Unp)              | LBNL/JINR                                    | kourchatovium (Ku)            | joliotium (Jl)                    | hahnium (Ha)                             | joliotium (Jl)                    | dubnio (Db)                       |
| 106            | LBNL | seaborgium       | Glenn Theodore Seaborg  | unnilhexium (Unh)               | LBNL/LLNL                                    | rutherfordium (Rf)            | rutherfordium (Rf)                | seaborgium (Sg)                          | seaborgium (Sg)                   | seaborgio (Sg)                    |
| 107            | GSI | nielsbohrium     | Niels Bohr              | unnilseptium (Uns)              | GSI/JINR                                     | nielsbohrium (Ns)             | bohrium (Bh)                      | nielsbohrium (Ns)                        | nielsbohrium (Ns)                 | bohrio (Bh)                       |
| 108            | GSI | hassium          | Johannes Hessen         | unniloctium (Uno)               | GSI                                          | hassium (Hs)                  | hahnium (Hn)                      | hassium (Hs)                             | hahnium (Ha)                      | hasio (Hs)                        |
| 109            | GSI | meitnérium       | Lise Meitner            | unnilennium (Une)               | GSI                                          | hahnium (Ha)                  | meitnérium (Mt)                   | meitnérium (Mt)                          | meitnérium (Mt)                   | meitnerio (Mt)                    |

## Consecuencias
Después de la controversia, la IUPAC y IUPAP establecieron en 1998 el Grupo de Trabajo Conjunto (TWG), cuyo objetivo era resolver sobre todos los descubrimientos de los elementos siguientes del meitnerio (elemento 109), en la  clasificación de la tabla periódica. De ahí el papel del TWG.
En 2002, la IUPAC reafirmó el principio de 1947, que da a los descubridores de un elemento el derecho a sugerir un nombre a la organización, que es quien tiene la última palabra.